# Diptyque des Nicomaque et des Symmaque
Le Diptyque des Nicomaque et des Symmaque est un diptyque en ivoire sculpté. Il a été exécuté à l'occasion d'une alliance entre deux familles romaines, les Symmaque et les Nicomaque. Le panneau de gauche est conservé au musée de Cluny à Paris (Cl.17048) tandis que celui de droite est conservé au Victoria and Albert Museum de Londres (212-1865).

## Historique
Chaque panneau du diptyque comporte un cartouche contenant, pour celui de gauche, le nom Nicomaque et celui de droite Symmaque, deux familles aristocrates romaines de la fin du IVe et du début du Ve siècle. Le diptyque était sans doute destiné à sceller une alliance entre les deux clans, peut-être un mariage. En effet, il pourrait s'agir du mariage entre Nicomachus Flavianus, fils de Virius Nicomachus Flavianus, et de la fille de Quintus Aurelius Symmaque qui a eu lieu entre 388 et 394. Il pourrait aussi s'agir du mariage entre le fils de ce dernier, Fabius Memmius Symmaque et de la fille ou la petite fille de Virius Nicomachus Flavianus, qui s'est tenu en 401. Ces deux familles se sont impliquées dans la défense des cultes païens auprès de l'empereur Théodose Ier. Une autre hypothèse y voit un objet commémorant l'élévation de filles de ces deux familles au rang de prêtresses des cultes de Cérès, Cybèle, Bacchus, et Jupiter,.
En 1717, la présence du diptyque complet est attestée à l'abbaye Notre-Dame de Montier-en-Der. Ils sont alors attachés à un reliquaire daté du XIIIe siècle et contenant l'inscription latine « His tabulis hoc ditat opus Bercharius illi Quas peregrinanti terra beata dedit ». L'abbé Adson de Montier-en-Der rapporte en effet dans sa vie de saint Berchaire (vers 620-696) que ce dernier, fondateur de l'abbaye, a rapporté de son voyage en Terre sainte un grand nombre de reliques et de tablettes en ivoire d'une grande beauté. Lorsqu'en 1790, les événements de la Révolution française ont provoqué la fermeture du monastère, le reliquaire et ses panneaux ont été temporairement perdus en 1840. L'un des panneaux est retrouvé dans une fontaine de Montier-en-Der et acquise par le Musée de Cluny à Paris en 1862. Le second appartient à la même époque à une collection privée de Montier-en-Der. Il est acquis par le Victoria and Albert Museum en 1865 par l'intermédiaire du marchand John Webb.

## Description
Le panneau de gauche représente une jeune prêtresse au sein dénudé ravivant la flamme d'un autel dédié à la déesse Cérès, un culte lié aux mystères d'Éleusis. Elle se trouve abritée sous un pin d'où pendent des cymbales, deux symboles liés au culte de Cybèle, la Magna Mater. Le panneau de droite représente une autre prêtresse, devant un autre autel, prenant des grains d'encens dans une boite pour les jeter dans un feu. Ses cheveux sont noués avec du lierre, la plante évoquant le culte de Bacchus. Elle se trouve sous un chêne sacré de Jupiter. Devant elle, se tient un petit garçon tenant une coupe de fruits ou de noix et un canthare de vin.